# Kenedy (Texas)
Kenedy é uma cidade localizada no estado norte-americano do Texas, no Condado de Karnes.

## Demografia
Segundo o censo norte-americano de 2000, a sua população era de 3487 habitantes.
Em 2006, foi estimada uma população de 3378, um decréscimo de 109 (-3.1%).

## Geografia
De acordo com o United States Census Bureau tem uma área de
8,6 km², dos quais 8,6 km² cobertos por terra e 0,0 km² cobertos por água. Kenedy localiza-se a aproximadamente 81 m acima do nível do mar.

## Localidades na vizinhança
O diagrama seguinte representa as localidades num raio de 24 km ao redor de Kenedy.